# التركيز المثبط الأدنى

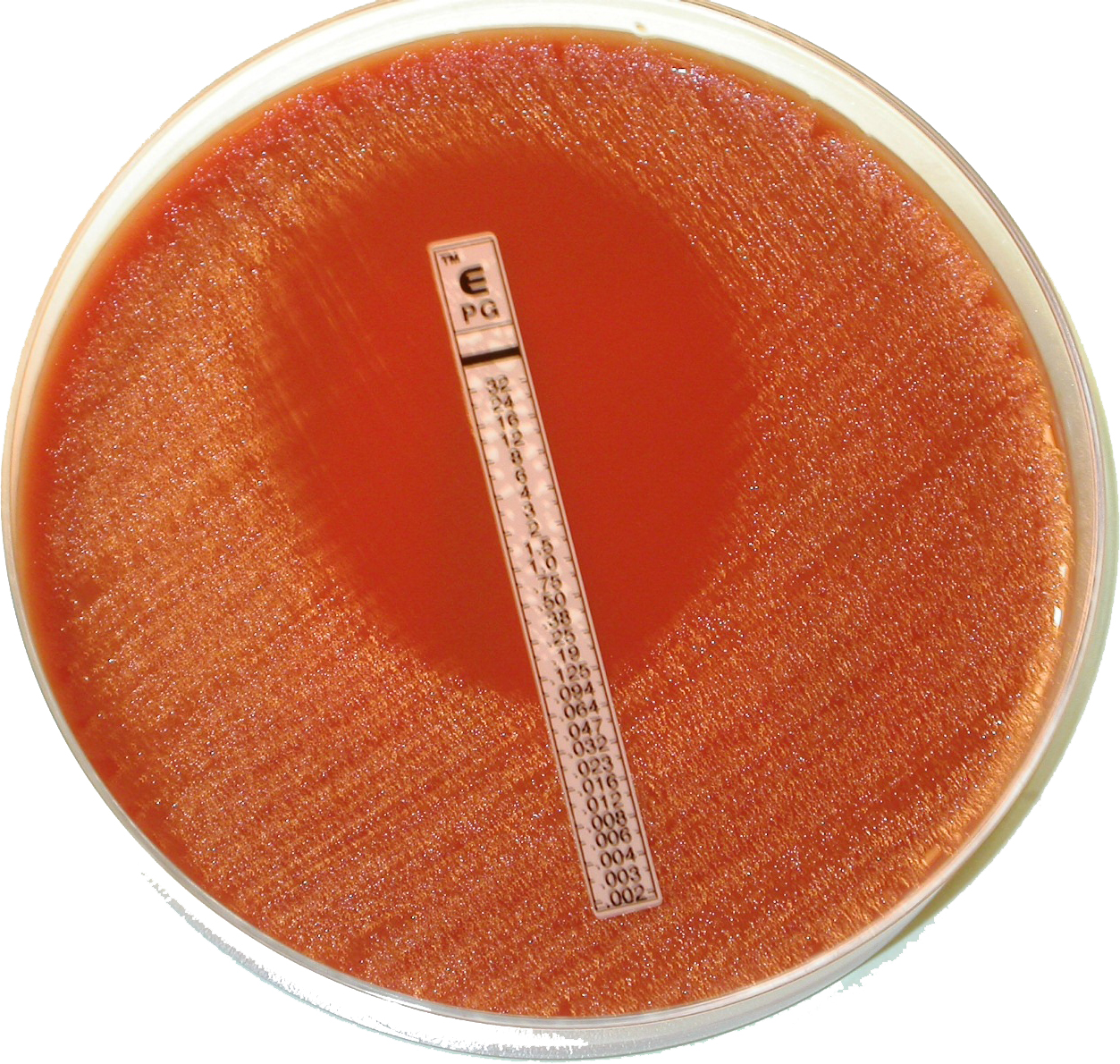

التركيز المثبط الأدنى (بالإنجليزية: Minimum inhibitory concentration)‏ ويرمز له (MIC) وهو في علم الأحياء الدقيقة، هو أقل تركيز من المضاد الميكروبي الذي سوف يثبط نمو الكائنات الحية الدقيقة بشكل واضح بعد مرور 24 ساعة على احتضان الميكروب.
اختبار التركيز المثبط الأدنى مهم في المختبرات التشخيصية للتأكد من مقاومة الميكروبات للعوامل المضادة للميكروبات وأيضا لمراقبة فعالية إحدى العوامل الجديدة المضادة للميكروبات. ويعتبر (MIC) بشكل عام أكثر أدوات القياس المخبرية أساسية لمعرفة نشاط المضاد الميكروبي ضد الكائن الحي.